# Suché
Suché – wieś (obec) na Słowacji położona w kraju koszyckim, w powiecie Michalovce. Pierwsze wzmianki o miejscowości pochodzą z roku 1266. 
Według danych z dnia 31 grudnia 2012, wieś zamieszkiwało 399 osób, w tym 211 kobiet i 188 mężczyzn.
W 2001 roku rozkład populacji względem narodowości i przynależności etnicznej wyglądał następująco:
- Słowacy – 99,1%
- Czesi – 0,45%
- Polacy – 0,23%
- Ukraińcy – 0,23%

Ze względu na wyznawaną religię struktura mieszkańców kształtowała się w 2001 roku następująco:
- Katolicy rzymscy – 51,92%
- Grekokatolicy – 43,12%
- Ewangelicy – 1,58%
- Prawosławni – 2,71%
- Ateiści – 0,45%
- Nie podano – 0,23%